# أمينة جولشه
أمينة جولشه (بالتركية: Amine Gülşe) (مواليد 30 أبريل 1993) ممثلة تركية سويدية عراقية الأصل وملكة جمال تركيا لسنة 2014. ومثلت تركيا في مسابقة ملكة جمال العالم 2014. يمكنها التحدث باللغة التركية والإنجليزية والسويدية بطلاقة والإسبانية على مستوى جيد. تم الإعلان عن ارتباطها بلاعب كرة القدم الألماني مسعود أوزيل في يناير 2019. وتزوج الاثنان في إسطنبول في يونيو 2019.

## حياتها ومسيرتها
ولدت أمينة جولشه ونشأت في غوتنبرغ، السويد. والدتها من إزمير، تركيا، وأبيها تركماني عراقي من كركوك، العراق. لديها شقيق يدعى جهان جولشه.
انتقلت إلى إسطنبول للعمل كممثلة وعارضة. قامت ببطولة المسلسل التلفزيوني التركي 2015 (بالتركية: Asla Vazgeçmem)م. في عام 2017، بدأت أمينة بمواعدة لاعب كرة القدم مسعود أوزيل. تزوج الزوجان في 7 يونيو 2019. شهد حفل الزفاف حضور الرئيس التركي رجب طيب أردوغان بصفته إشبين العريس.

## المسابقات

### ملكة جمال تركيا 2014
فازت أمينة بلقب ملكة جمال تركيا 2014 وتوجت كملكة جمال العالم في تركيا. تم عقد مسابقة ملكة جمال تركيا لعام 2014 في استوديوهات تلفزيون ستار في إسطنبول في 27 مايو. بعد عام توجت ايجيم شيربان كخليفة لها.

### ملكة جمال العالم 2014
نافست أمينة في مسابقة ملكة جمال العالم 2014، لكنها لم تشارك في النهائيات.

## وصلات خارجية
- أمينة جولشه على موقع IMDb (الإنجليزية)
- أمينة جولشه على موقع قاعدة بيانات الفيلم (الإنجليزية)